# Monti Semien

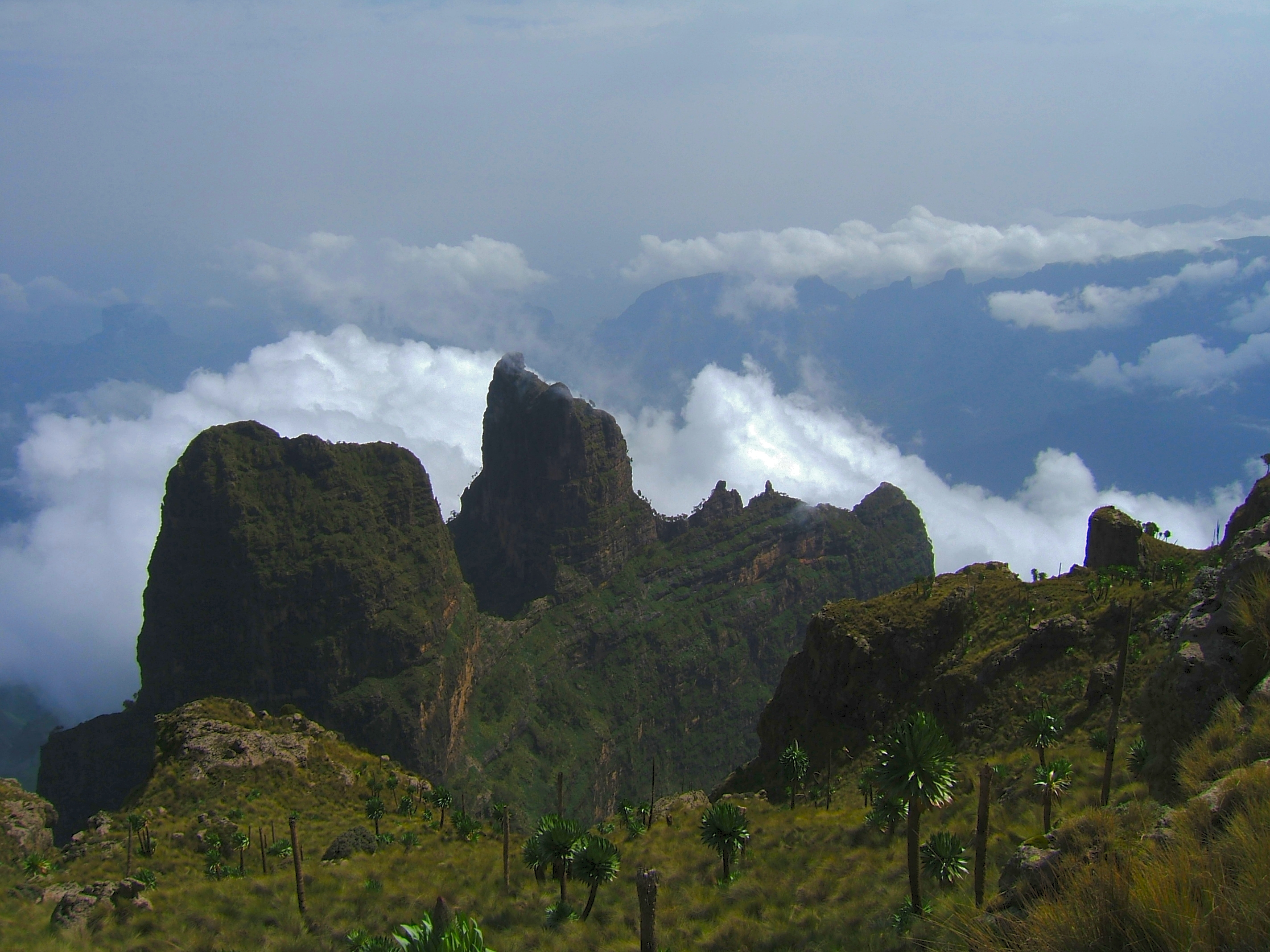
Panorama del Semien

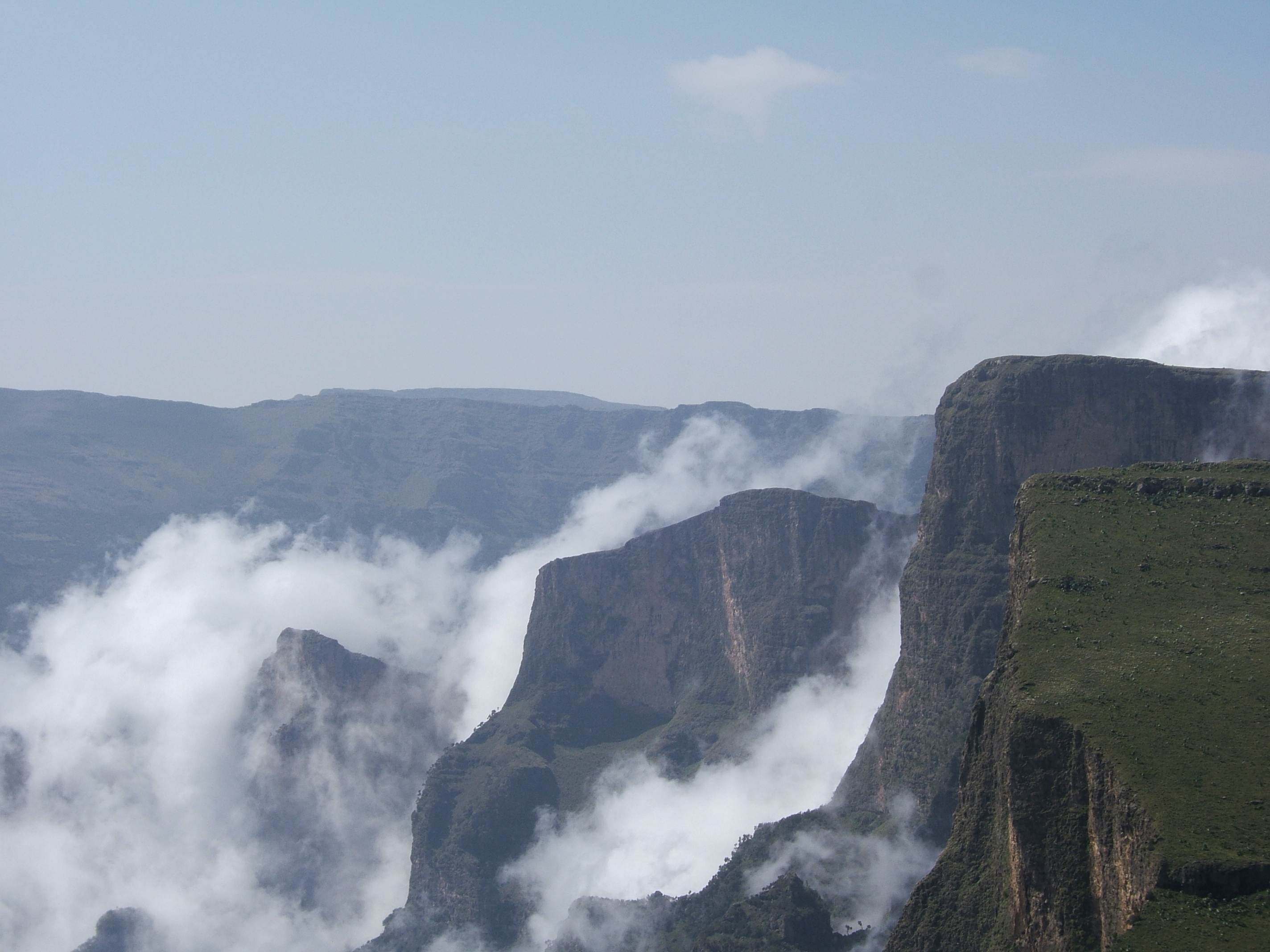
Panorama del Semien.

I monti Semièn sono montagne dell'Etiopia. Sono costituite da un altopiano ondulato, profondamente intersecato da valli rocciose, che a nord e a est digrada in una serie di precipizi (una sorta di muraglia ininterrotta lunga più di 40 chilometri). Gli spettacolari pinnacoli che fronteggiano i precipizi fanno sì che questo paesaggio sia stato paragonato per maestosità al Grand Canyon americano. 
La vetta più elevata (la quarta in Africa) è Ras Dascian (4.549 m); altri picchi importanti sono il Buait (4.437 m) e l'Abba Yared (4.460 m). I monti hanno la particolarità di essere fra i pochissimi luoghi in Africa in cui nevica regolarmente (il nome Semien vuol dire "paese del Nord").
L'area dei monti Semièn è racchiusa per parte nel Parco nazionale del Semièn, area protetta dichiarata patrimonio dell'umanità dall'UNESCO. Nel parco vivono diverse specie endemiche, quali lo stambecco del Semièn il lupo d'Abissinia e i babbuini Gelada, traslitterazione di Chilada, parola amarica che connota un animale raro e distante.